# Binzhou (Xianyang)
Binzhou (chinesisch 彬州市, Pinyin Bīnzhōu Shì) ist eine kreisfreie Stadt in der bezirksfreien Stadt Xianyang in der chinesischen Provinz Shaanxi. Binzhou verwaltet ein Territorium von 1.182 Quadratkilometern und hat 300.226 Einwohner (Stand: Zensus 2020). Ende 2018 hatte Binzhou eine Gesamtbevölkerung von 364.000 Einwohnern.

## Geographie
Binzhou befindet sich etwa 150 Kilometer nordwestlich der Provinzhauptstadt Xi’an, auf halbem Weg nach Pingliang in der Provinz Gansu. Sie befindet sich am Südrand der Löss-Hochebene nördlich des Wei-Flusses auf einer durchschnittlichen Höhe von 1108 Metern über Normalnull. Die wichtigsten Flüsse sind der Sanshui He, der Shuilian He und der Taiyu He.
Das Klima Binzhous ist kontinental mit einer Jahresdurchschnittstemperatur von 11 °C. Binzhou erhält im Jahresmittel Niederschläge in Höhe von 564 Millimetern.

## Bevölkerung
Die Bevölkerungszählung des Jahres 2000 hatte für den damaligen Kreis Bin eine Gesamtbevölkerung von 313.216 Personen in 80.084 Haushalten ergeben, davon 165.718 Männer und 147.498 Frauen. Die gleiche Bevölkerungszählung ergab, dass 92.888 Personen unter 14 Jahren, 206.129 Personen zwischen 15 und 64 Jahren und 14.199 Personen über 65 Jahren in Binzhou lebten.
Am Ende des Jahres 2012 lebte im damaligen Kreis Bin eine registrierte Bevölkerung von 359.700 Einwohnern und eine ansässige Bevölkerung von 325.600 Einwohnern.

## Administrative Gliederung
Das heutige Binzhou entstand zwischen 1958 und 1961, als die Kreise Changwu und Xunyi mit dem damaligen Kreis Bin (邠) vereinigt wurden. Im Jahre 1964 wurde der Kreis Bin (邠) nach Bin (彬) umbenannt. Am 4. Mai 2018 genehmigte der Staatsrat, dass der Kreis Bin zur kreisfreien Stadt Binzhou umgewandelt und direkt der Provinzregierung unterstellt würde, wobei Xianyang Binzhou im Namen der Provinzregierung verwalten sollte.
Binzhou besteht per 2018 auf Gemeindeebene aus acht Großgemeinden und einem Straßenviertel. Diese sind:
- Straßenviertel Chengguan (城关街道)
- Großgemeinden Beiji (北极镇), Xinmin (新民镇), Longgao (龙高镇), Yongle (永乐镇), Yimen (义门镇), Shuikou (水口镇), Hanjia (韩家镇), Taiyu (太峪镇)[7]

Auf der Dorfebene setzen sich obengenannte Verwaltungseinheiten aus einer Einwohnergemeinschaft und 156 Dörfern zusammen. Der Sitz der Regierung Binzhous befindet sich im Straßenviertel Chengguan.

## Wirtschaft und Verkehr
Das Bruttoinlandsprodukt von Binzhou betrug im Jahre 2018 21,7 Milliarden Yuan und war gegenüber dem Vorjahr um 9,3 % gewachsen. Das Wachstum lag damals leicht über dem Durchschnitt von Provinz Shaanxi und Stadt Xianyang. Das Bruttoinlandsprodukt wurde zu 8,55 % im Primärsektor, zu 72,3 % im Sekundärsektor  und zu 19,15 % im Tertiären Sektor erwirtschaftet. Der Sekundärsektor wuchs mit 10,2 % am stärksten. Das durchschnittliche Einkommen der Bewohner von Binzhou betrug im Jahre 2018 20364 Yuan, um 9,4 % mehr als im Vorjahr. Das Einkommen der urbanen Bevölkerung belief sich dabei auf 32.502 Yuan, jenes der Landbevölkerung auf 11.352 Yuan.
Binzhou ist ein bedeutendes Obstanbaugebiet. Es werden auf fast 40.000 Hektar Äpfel, Birnen, Chinesische Jujuben, Walnüsse und Kaki angebaut. Darüber hinaus ist Binzhou eines der wichtigsten Abbaugebiete von Kohle in der Provinz Shaanxi.
Die Autobahn Fuzhou–Yinchuan, die Nationalstraße 312 und die Bahnstrecke Xi’an-Pingliang verlaufen über das Territorium von Binzhou.

## Kultur
Binzhou beherbergt mit den Dafosi-Grotten und der Pagode des Kaiyuan-Tempels zwei Denkmäler der Volksrepublik China. Darüber hinaus gibt es mehrere bedeutende Grabanlagen, die auf der Liste der Denkmäler der Provinz Shaanxi stehen, wie die Grabstätte für Fu Jian, für Gong Sunhe oder Gong Liu.